# キングブリザード
キングブリザードは、青森県五所川原市に本拠地を置き、日本野球連盟に加盟する社会人野球のクラブチームである。

## 概要
1999年、青森県北津軽郡金木町にあった軟式野球チームが硬式野球チームに衣替えし、『金木ブリザード』として創部。日本野球連盟に加盟した。
2002年、地元の建設業者で様々な選挙に立候補して全国的に名を知られる羽柴誠三秀吉がチームのスポンサーにつき、チーム名も『羽柴ファイターズ』に改称。翌2003年には全日本クラブ野球選手権大会に初出場を果たした。しかし、羽柴氏の支援も2年で打ち切られ、2004年に『金木BLIZZARD』に名称した。
2005年、市町村合併により本拠地が五所川原市となる。
2010年3月26日付けで、チーム名を『キングブリザード鶴田』に改称した。
2011年3月4日付けで、チーム名を『キングブリザード』に改称した。

## 設立・沿革
- 1999年 - 青森県北津軽郡金木町に本拠地を置き『金木ブリザード』として設立
- 2002年 - チーム名を『羽柴ファイターズ』に改称
- 2003年 - 全日本クラブ野球選手権大会に初出場（初戦敗退）
- 2004年 - チーム名を『金木BLIZZARD』に改称
- 2005年 - 市町村合併により、本拠地が金木町から五所川原市となる
- 2010年 - チーム名を『キングブリザード鶴田』に改称
- 2011年 - チーム名を『キングブリザード』に改称

## 主要大会の出場歴・最高成績
- 全日本クラブ野球選手権大会 - 出場1回